# 그레이시 지에니
그레이시 지에니(Gracie Dzienny, 1995년 8월 26일 ~ )는 미국의 배우이다.

## 출연 작품
- 범블비 - 티나 역
- 트렌스포머 - 카메오 역